# Tú mismo (Star Trek: La nueva generación)
"Tú mismo" es el episodio 16 de la séptima temporada de Star Trek: La nueva generación.

## Trama
Fecha estelar 47611.2. Data es enviado a un planeta preindustrial para recobrar los restos radiactivos de una sonda espacial de largo alcance que se estrelló en el planeta. Pero durante la operación Data es herido y pierde la memoria. En esas circunstancias él entra a una villa llevando una maletín con las partes radiactivas. Garvin, el magistrado de la villa, y su hija Gia, llevan a Data a su sanador, Talur, quien determina que él debe ser un "hombre de hielo"; Gia le pone a Data el nombre de "Jayden". 
Garvin descubre los fragmentos de la sonda, sin saber de su peligrosidad e intenta venderlos para obtener alguna ganancia. Cuando los habitantes de la villa comienzan a llevar los fragmentos como joyería, comienzan a sucumbir a los efectos del envenenamiento por radiación, aunque Talur no está familiarizado con los síntomas, "Jayden" usando sus propios métodos, más científicos, y concluye que los fragmentos de metal son los que están causando la enfermedad, y con ayuda de Talur, intenta convencer a los pobladores de la villa de dejar de usarlos. En vez de eso, los habitantes de la villa atacan a "Jayden", creyendo que él es la causa de la enfermedad, provocando que el interior mecánico de este sea expuesto. Cuando Gia ve esto, ella se asusta pero luego se da cuenta de que "Jayden" los está tratando de ayudar. "Jayden" es capaz de preparar un antídoto para el envenenamiento, él les da este a Garviny a Gia, y para administrárselos a todos en la villa vacía el resto en el pozo de agua. Los pobladores, aún furiosos con él, lo atacan y lo dejan por muerto. Garvin y Gia entierran a "Jayden", y los fragmentos de metal en un bosque en las afueras del pueblo. 
Cuando Riker y Crusher llegan bajo el disfraz de amigos de "Jayden", se enteran su destino a través de Gia. El cuerpo de Data y los fragmentos de metal son teletransportados de regreso a la Enterprise, donde las funciones de Data son restauradas. Data especula que su cerebro positrónico debe haber sido sobrecargado por una oleada de energía proveniente de la sonda cuando estaba recobrando los fragmentos, lo que causó la pérdida de memoria.
Una trama separada durante estos eventos trata sobre los esfuerzos de Deanna Troi por convertirse en un oficial de línea pasando una prueba de sus habilidades de comando en la holocubierta bajo la supervisión de Riker. Aunque ella inicialmente lucha para salvar una dañada nave Enterprise de ser destruida sin tener que colocar a nadie en riesgo, Riker le da una sutil insinuación sobre cómo lograrlo, y de esa manera Troi logra pasar la prueba cuando ella le ordena a Geordi sacrificarse para salvar al resto de la tripulación. Troi es promovida al rango de comandante después de pasar exitosamente esta prueba.

## Acerca del título del episodio
El título es una referencia a la obra de William Shakespeare Hamlet, en la cual Lord Polonius (Acto 1, Escena 3) le dice a Laertes "Por sobre todo: se tú mismo, y como noche que sigue al día, no puedes ser falso con ningún hombre".